# اولیور وین-گریفیت
اولیور وین-گریفیت (انگلیسی: Oliver Wynne-Griffith؛ زادهٔ ۲۹ مهٔ ۱۹۹۴) قایقران روئینگ اهل بریتانیا است.
وی در مسابقات کشوری و بین‌المللی در مجموع برندهٔ ۱ مدال طلا، ۱ مدال نقره، ۲ مدال برنز شده‌است.